# کائولینیت
کائولینیت که به آن کائولن نیز گفته می‌شود یک کانی رسی بوده که دارای ترکیب شیمیایی {\displaystyle {\ce {Al2Si2O5(OH)4}}} است. این کانی یک کانی سیلیکات لایه‌ای است که از یک ورقه چهار وجهی سیلیس ({\displaystyle {\ce {SiO4}}}) تشکیل شده و به‌وسیله اتم‌های اکسیژن به یک ورقه هشت وجهی آلومینا ({\displaystyle {\ce {AlO6}}}) متصل می‌شود.
کائولینیت یک کانی نرم، خاکی، معمولاً سفید رنگ (رس فیلوسیلیکات دو وجهی) بوده که در اثر هوازدگی شیمیایی کانی‌های سیلیکات آلومینیم مانند فلدسپات تولید می‌شود. این کانی دارای ظرفیت انقباض - تورم کم و ظرفیت تبادل کاتیونی پایین (۱۵–۱ مگا اکیوان در ۱۰۰ گرم) است.
سنگ‌هایی که حاوی مقدار فراوانی از کائولینیت و هالویزیت هستند، کائولن یا خاک رس چینی نام دارند. در بیشتر نقاط جهان کائولن توسط اکسید آهن صورتی-نارنجی-قرمز رنگ می‌شود و رنگ زنگ‌زدگی مشخصی به آن می‌دهد. غلظت‌های کمتر اکسید آهن سبب تشکیل رنگ‌های سفید، زرد یا نارنجی روشن کائولن می‌شود. گاهی اوقات لایه‌های روشن‌تر و تیره‌تر متناوب این کانی، به عنوان مثال در پارک ایالتی پراویدنس کانیون در جورجیا، ایالات متحده یافت می‌شود.
کائولن ماده اولیه مهم بسیاری از صنایع و کاربردها است. گریدهای تجاری کائولن به صورت پودر، کلوخه، نودل نیمه خشک یا دوغاب حمل شده و عرضه می‌شوند. تولید جهانی کائولن در سال ۲۰۲۱ با ارزش کل بازار ۴٫۲۴ میلیارد دلار، حدود ۴۵ میلیون تن نخمین زده شد.

## علم اشتقاق لغات
نام کائولن از Gaoling گرفته شده است که یک روستای چینی در نزدیکی جینگدژن در جنوب شرقی استان جیانگشی چین می‌باشد. این نام طبق گزارشات فرانسوا خاویر انترکول در مورد ساخت چینی Jingdezhen در سال ۱۷۲۷ از نسخه فرانسوی کلمه kaolin وارد زبان انگلیسی شد.
گاهی اوقات کائولن با اصطلاح قدیمی lithomarge، از یونان باستان litho- و لاتین marga، به معنی "سنگ مارن " نامیده می‌شود. هم‌اکنون نام لیتومارژ می‌تواند به شکل عظیم و فشرده‌ای از کائولن اشاره داشته باشد.

## علم شیمی

### نشانه‌گذاری
فرمول شیمیایی کائولینیت همان‌طور که در کانی‌شناسی نوشته شده، {\displaystyle {\ce {Al2Si2O5(OH)4}}} است. با این وجود، در کاربردهای سرامیکی معمولاً همین فرمول برحسب اکسید نوشته می‌شود. بنابراین به شکل {\displaystyle {\ce {Al2O3 .2SiO2 .2H2O}}} در می‌آید.

### ساختار
در مقایسه با دیگر کانی‌های رسی، کائولینیت از نظر شیمیایی و ساختاری، ساده است. این ماده به عنوان یک کانی رسی ۱:۱ یا TO توصیف می‌شود چرا که کریستال‌های آن از لایه‌های TO تشکیل شده است. هر لایه TO از یک صفحه چهار وجهی (T) ساخته شده که از یون‌های سیلیسیم و اکسیژن به یک صفحه هشت وجهی (O) شامل یون‌های اکسیژن، آلومینیم و هیدروکسیل متصل شده است. ورق T به این دلیل T نامیده می‌شود که هر یون سیلیسیم توسط چهار یون اکسیژن احاطه شده و یک چهار وجهی را می‌سازند (Tetrahedral). ورق O به این دلیل O نامیده می‌شود که هر یون آلومینیم توسط شش یون اکسیژن یا هیدروکسیل احاطه شده که در گوشه‌های یک هشت وجهی چیده شده‌اند (Octahedral). دو ورقه در هر لایه به شدت به‌وسیله یون‌های اکسیژن مشترک به یکدیگر وصل می‌شوند، این در حالی است که لایه‌ها از طریق پیوند هیدروژنی بین اکسیژن در وجه بیرونی ورق T یک لایه و هیدروکسیل در وجه بیرونی ورق O لایه بعدی به یکدیکر اتصال پیدا می‌کنند.

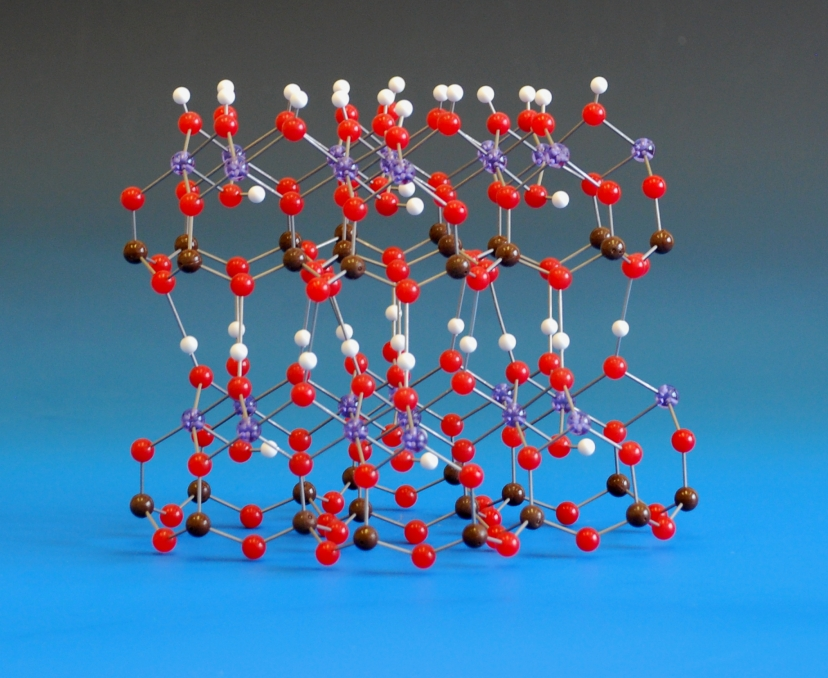
ساختار کائولینیت، پیوندهای هیدروژنی بین لایه ای را نشان می‌دهد

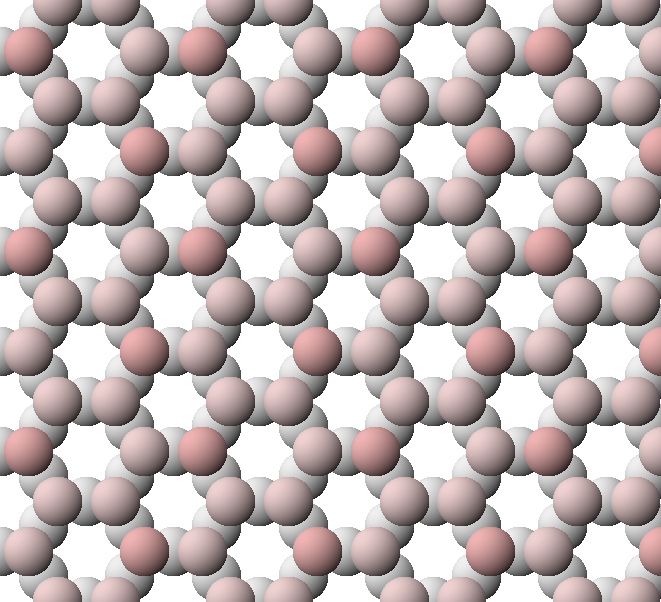
نمای ساختار ورقه چهار وجهی (T) کائولینیت
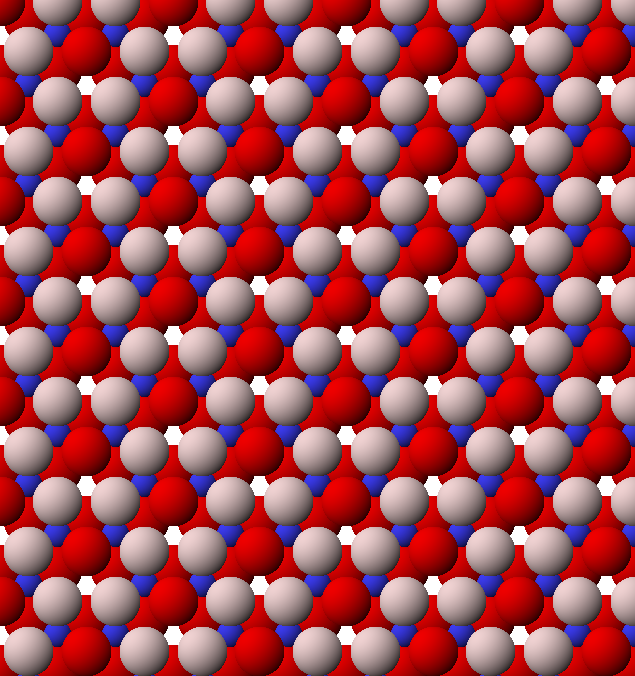
نمایش ساختار ورقه هشت وجهی (O) کائولینیت
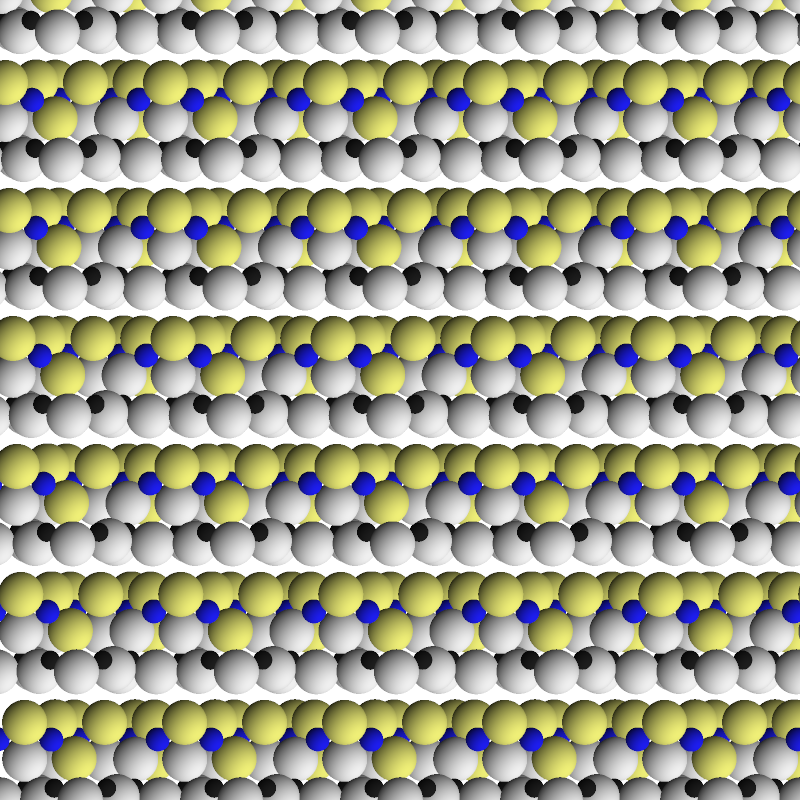
ساختار کریستالی کائولینیت که در امتداد لایه‌ها نگاه می‌کند.

یک لایه کائولینیت بار الکتریکی خالصی ندارد و بنابراین هیچ کاتیون بزرگی (مانند کلسیم، سدیم یا پتاسیم) همانند بیشتر کانی‌های رسی دیگر بین لایه‌ها وجود ندارد. این امر بخاطر ظرفیت تبادل یونی نسبتاً کم کائولینیت می‌باشد. همچنین پیوند هیدروژنی نزدیک بین لایه‌ها، مانع از نفوذ مولکول‌های آب میان لایه‌ها می‌شود که این امر به دلیل خاصیت غیر متورم شدن کائولینیت می‌باشد.
وقتی کریستال‌های صفحه‌مانند کائولینیت مرطوب می‌شوند، لایه‌ای از مولکول‌های آب به دست آمده سبب می‌شود کریستال‌ها به هم بچسبند و ساختار خاک رس کائولن را منسجم کنند. این پیوندها به قدری ضعیف هستند که به صفحات این اجازه را می‌دهند که هنگام قالب‌گیری از کنار یکدیگر بلغزند، اما قدرت این پیوندها به قدری است که می‌تواند صفحات را در جای خود نگه دارند و به خاک رس قالب‌گیری شده اجازه می‌دهند که شکل خود را حفظ کنند. وقتی خاک رس خشک می‌شود، بیشتر مولکول‌های آب حذف شده و صفحات هیدروژنی به‌طور مستقیم به یکدیگر پیوند داده می‌شوند، به طوری که خاک رس خشک شده با اینکه هنوز سفت است ولی شکننده می‌باشد. اگر خاک رس دوباره مرطوب شود، بار دیگر به پلاستیک تبدیل می‌شود.

## تحولات ساختاری
رس‌های گروه کائولینیت بر اثر عملیات حرارتی در هوا و در فشار اتمسفر تحت یک سری تبدیل فازی قرار می‌گیرند.

### آسیاب
آسیاب کائولن باتوجه به انرژی بالایی که دارد، سبب تشکیل فازی شبیه به متاکائولین می‌شود که از نظر مکانیکی بی‌شکل شده است و خواص این جامد به‌طور کامل متفاوت است. فرایند آسیاب با انرژی بالا بسیار ناکارآمد است و مقدار انرژی مصرفی زیاد می‌باشد.

### خشک کردن
در دمای کمتر از ۱۰۰ درجه سانتی‌گراد، قرار گرفتن در معرض هوا با رطوبت کم، سبب تبخیر آهسته هرگونه آب مایع موجود در کائولن می‌شود. در رطوبت کم، جرم را می‌توان خشک چرم نامید و در رطوبت نزدیک به ۰٪، به آن خشک استخوانی گفته می‌شود.
در دمای بیشتر از ۱۰۰ درجه سانتی‌گراد آب آزاد باقی‌مانده از بین می‌رود. در دمای بالاتر از حدود ۴۰۰ درجه سانتیگراد، یون‌های هیدروکسیل ({\displaystyle {\ce {OH-}}}) به شکل مایع از ساختار کریستالی کائولینیت بیذون می‌روند: در این هنگام نمی‌توان با جذب آب، مواد را پلاستیکی کرد. این امر مانند تحولات بعدی، غیرقابل بازگشت می‌باشد که به عنوان کلسینه شناخته می‌شود.

### متاکائولین
فرایند کم‌آب شدن کائولینیت که یک فرایند گرماگیر است، در دمای ۵۵۰ تا ۶۰۰ درجه سانتیگراد شروع شده و سبب تولید متاکائولین نامنظم می‌شود، اما از دست دادن مداوم هیدروکسیل تا ۹۰۰ درجه سانتی‌گراد (۱۶۵۰ درجه فارنهایت) مشاهده می‌شود. با وجود اینکه از نظر تاریخی دربارهٔ ماهیت فاز متاکائولین اختلاف نظرهای زیادی وجود داشت، پژوهش‌های گسترده به یک جمع‌بندی کلی منجر شده است که متاکائولین مخلوط سادهای از سیلیس آمورف {\displaystyle {\ce {(SiO2)}}} و آلومینا {\displaystyle {\ce {(Al2O3)}}} نیست، بلکه دارای یک ساختار آمورف پیچیده می‌باشد که بخاطر انباشته شدن لایه‌های شش‌ضلعی خود، مقداری نظم دوربردتر (اما نه کاملاً کریستالی) را حفظ می‌کند.
{\displaystyle {\ce {Al2Si2O5(OH)4 -> Al2Si2O7 + 2 H2O}}}

### اسپینل
هنگامی‌که متاکائولین بیشتر گرما داده می‌شود و به دمای بین ۹۲۵ تا ۹۵۰ درجه سانتیگراد می‌رسد، به یک اسپینل آلومینیومی-سیلیکونی تبدیل می‌شود که گاهی به‌عنوان ساختار نوع گاما آلومینا هم شناخته می‌شود:
{\displaystyle {\ce {2 Al2Si2O7 -> Si3Al4O12 + SiO2}}}

### مولایت پلاکتی
با کلسینه کردن تا دمای بیشتر از ۱۰۵۰ درجه سانتی‌گراد، اسپینل به فاز هسته و به مولیت پلاکتی و کریستوبالیت بسیار کریستالی تبدیل می‌شود:
{\displaystyle {\ce {3 Si3Al4O12 -> 2 (3 Al2O3. 2 SiO2) + 5 SiO2}}}

### مولایت سوزنی
در نهایت، در دمای ۱۴۰۰درجه سانتی‌گراد، شکل «سوزن» مولایت ظاهر می‌شود. این ساختار استحکام ساختاری و مقاومت در برابر حرارت را به شکل قابل توجهی افزایش می‌دهد. این فرایند یک تبدیل ساختاری می‌باشد نه تبدیل شیمیایی. برای اطلاعات بیشتر در مورد این فرم به ظروف سنگی (stoneware) مراجعه کنید.

## وقوع
کائولینیت یکی از رایج‌ترین کانی‌های جهان است. به عنوان کائولن در استرالیا، برزیل، بلغارستان، چین، جمهوری چک، فرانسه، آلمان، هند، ایران، مالزی، آفریقای جنوبی، کره جنوبی، اسپانیا، تانزانیا، تایلند، بریتانیا، ایالات متحده آمریکا و ویتنام استخراج می‌شود.

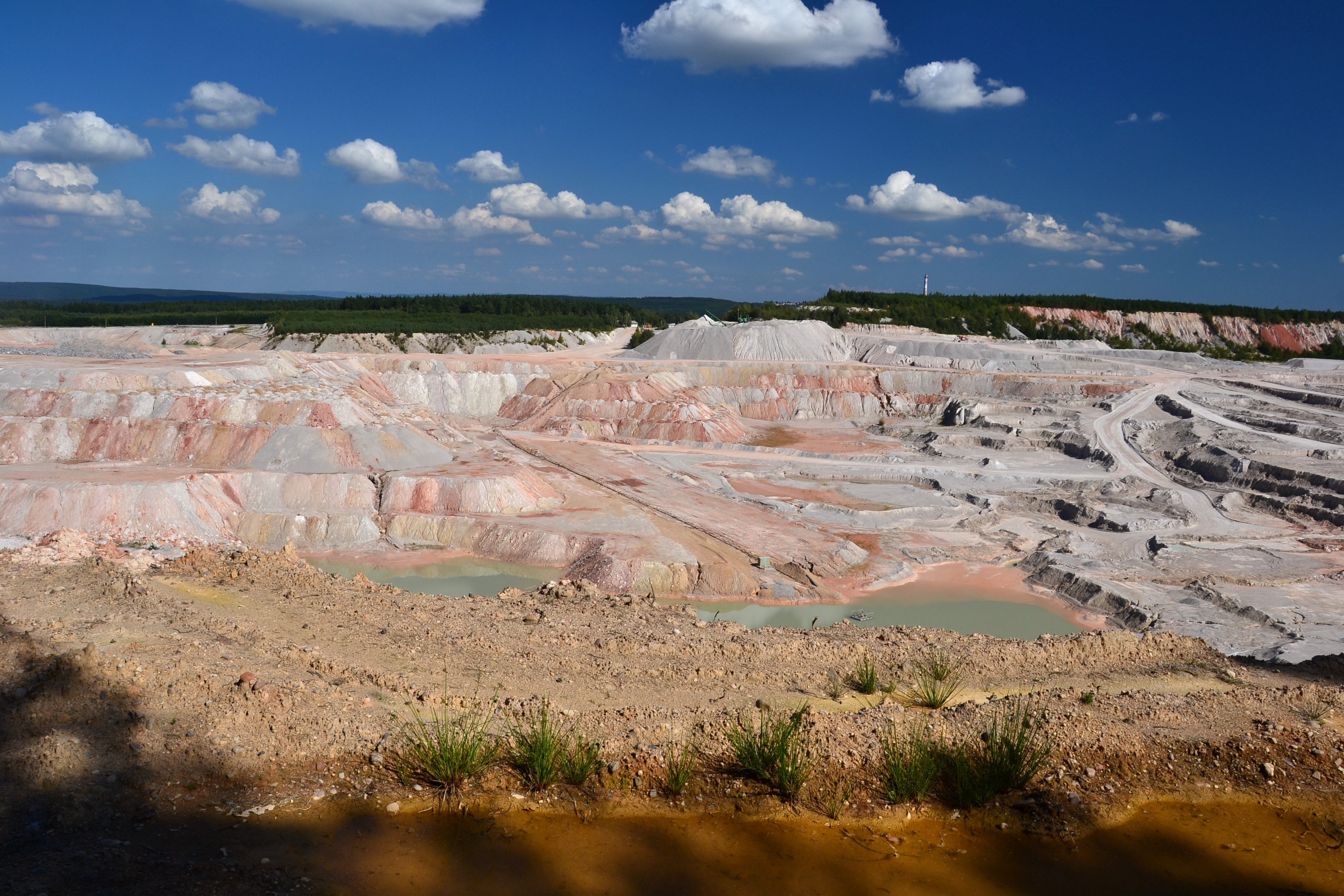
معدن کائولن در جمهوری چک

گوشته‌های کائولینیت در اروپای غربی و شمالی رایج هستند. سن این گوشته‌ها مزوزوئیک تا سنوزوییک اولیه می‌رسد.
خاک رس کائولینیتی فراوان در خاک‌هایی که حاصل از هوازدگی شیمیایی سنگ‌ها در آب و هوای گرم و مرطوب می‌باشند، وجود دارد. برای مثال در مناطق جنگل‌های بارانی استوایی. با مقایسه خاک‌ها در امتداد شیب به سمت آب و هوای تدریجی سردتر یا خشک‌تر، نسبت کائولینیت کم می‌شود، در حالی که نسبت سایر کانی‌های رسی مانند ایلیت (در آب و هوای سردتر) یا اسمکتیت (در آب و هوای خشک‌تر) بیشتر می‌شود. اینگونه تفاوت‌های مرتبط با آب و هوا در محتوای مواد معدنی رس، بیشتر برای استنباط تغییرات آب و هوایی در گذشته زمین‌شناسی، جایی که خاک‌های باستانی مدفون و حفظ شده است، به کار گرفته می‌شود.

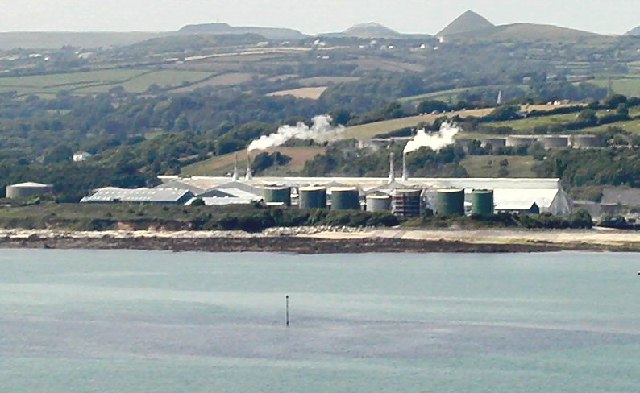
کارخانه فرآوری کائولن